# Google錢包
Google錢包（英語：Google Wallet）是Google的行動支付服務，和Samsung Pay、Samsung Wallet都是主要的行動支付。Google錢包将儲存於Google帳戶內的支付資訊整合到各項Google產品与服務中，从而方便用户进行非接觸式付款和網路購物。
Google錢包是Google較早發展的支付工具，可用於實體及網路消費付款以及個人之間的交易。之后，Google推出了全球通行的Android Pay，提供個人間的收付款、轉帳功能，而且連結美國銀行帳戶并以美國市場為主。
Google還提供了一個的API，允許商家將支付服務添加到網站、應用程序、Stripe、Braintree和Google Assistant。該服務允許用戶使用他們在Google賬戶內綁定的支付卡。
2018年1月8日，Google Wallet和Android Pay整合為名為Google Pay的單一行動支付服務(Pay with Google)。Google Pay擁有Android Pay的所有功能，而Google Wallet功能（例如請求和發送資金）则出現在Google Pay Send中，該功能在2020年之前是一個單獨的應用程序。
2018年5月，Google Pay應用程序還增加了對登機證和活動門票的支持。
2022年5月，Google於Google I/O大會上宣布了全新的Google錢包，並將支援存放交通票證、活動票券、登機證、會員卡、學生證或是汽車鑰匙等。原本的支付服務依然為Google Pay。

## 服務
Google Pay使用近場通訊(NFC)傳輸卡信息，以便將資金轉移至零售商。它通過允許用戶將卡信息加密上傳到Google Pay錢包來取代傳統信用卡或借記卡的卡片將其數位化到手機中，與商家銷售點終端(POS)上的PIN或磁條交易。這與許多國家已經使用的非接觸式支付類似，並增加了雙步驟認證。該服務可讓Android設備使用近場通訊(NFC)天線，基於主機卡模擬(HCE)和Android的安全性，與商家銷售點系統(POS)進行無線感應。
Google Pay可以利用物理身份驗證（如指紋辨識）。在沒有指紋辨識的設備上，Google Pay會使用密碼或圖形激活。當用戶向商家付款時，Google Pay不會將信用卡或借記卡真實卡號與付款一起發送。相反，它會生成一個代表用戶帳戶信息的虛擬帳號。此服務將客戶付款信息保密，並發送一次性安全代碼而不是卡片或用戶詳細信息。
Google Pay要求在手機上設置屏幕鎖定。沒有卡片限制。
用戶可以通過拍攝卡片照片或手動輸入卡片信息將支付卡添加到服務中。要在銷售點支付費用，用戶將其認證設備保存到銷售點系統。該服務具有智能身份驗證功能，允許系統檢測設備何時被認為是安全的（例如，如果在最後五分鐘內解鎖），並在必要時對解鎖信息提出質疑。Spring首席執行長Alan Tisch表示，谷歌的付費支援“購買按鈕”搭載谷歌收費提高移動購物業務供應商的創意設計中集成。

### Google Pay使用方式
使用Android 5或更高版本以及支援NFC功能的手機，到Play商店下載「Google Pay」應用程式。加入信用卡或金融卡，開啟NFC功能，將手機螢幕解鎖後輕碰在POS機的NFC解讀器即可進行付款。或在支持Google Pay的線上商店網站，使用Google Pay進行購物付款。

## 功能

### 信用卡與簽帳金融卡
透過與金融機構的合作將信用卡、金融卡加入到Google Pay中，基於NFC技術在實體通路進行刷卡消費，或在網路購物線上消費。

### 會員卡
可以將會員卡條碼卡號輸入Google Pay中，透過它整理與儲存會員卡，並利用Google Map在消費者到達可使用會員卡的店家進行訊息提示。

### 電子票證
在日本支援nanaco、Edy、Suica、Waon等日本電子票證用於交通和小額消費。
在台灣於2024年9月27日開始支援一卡通用於交通和小額消費（目前僅限小米指定機型）。

## 歷史

### Google Checkout（2006年-2013年）
Google Checkout旨在簡化線上購物支付流程。使用者將他們的信用卡或借記卡和運送信息儲存在他們的Google帳戶中，以便他們可以透過點擊屏幕上的按鈕在參與商店購買，提供了防欺詐功能，並提供統一的跟踪採購及其狀態的頁面。
2006年，當時擁有PayPal的eBay將Google Checkout添加到其禁止的付款方式列表中，禁止使用Google Checkout來支付eBay交易。

### Google Wallet（2011年-2016年）
Google Wallet（Google電子錢包）允許使用者從行動裝置或桌上型電腦向寄件人或收件人免費發送和接收款項。設定後，Google電子錢包帳戶必須與美國或英國的現有借記卡或銀行帳戶相關聯。
實際的Google Wallet Card是該應用的一項可選附加功能，允許使用者透過Gmail附件匯款，附加的借記卡帳戶或銀行帳戶中的資金在銷售點進行購買，這張卡還可以用來在自動取款機上提取現金，不收取Google相關費用，實際上可以用作借記卡，包括租車等。
Google Wallet的結構允許其顧客互相匯款，Google Wallet使用者可以輸入收件人的電子郵件地址或電話號碼，接收者必須將該電話號碼或電子郵件地址連結至銀行帳戶才能存取這些資金，如果收件人也有Google Wallet帳戶，資金將直接過帳到該帳戶，當創建電子錢包帳戶時，使用者最多可以連結兩個銀行帳戶，收到的錢將轉到Google Wallet餘額，並保留在該電子錢包餘額中，直到使用者決定將其兌換為關聯的帳戶，或者使用Google Wallet Card直接從該帳戶支出。
Google不會向使用者存取Google Wallet收取費用，發送和接收資金是免費的，正如透過關聯的銀行賬戶向錢包卡添加資金一樣，使用者可以向電子錢包餘額中添加多少錢，從關聯的帳戶或卡上退出，或者發送和接收給其他人都有限制，這些限制是針對每筆交易以及在特定時間段內設定的，以前，透過借記卡添加的資金需要支付2.9%的費用，但Google從2016年5月2日起放棄了這一能力。
通常可以透過電子錢包餘額，借記卡或關聯的銀行賬戶向收款人提供資金，如果收款人擁有自己的電子錢包賬戶和卡，他或她可以立即從自動櫃員機提取這些資金，如果資金是透過寄件人的電子錢包餘額提取的，餘額也會立即反映這一變化，透過關聯銀行賬戶抽取的任何部分資金都需要兩到三天的時間才能真正到達該賬戶，儘管這些資金將在24小時內在該賬戶上顯示為待定提款。沒有報告指出NFC技術有安全問題。
! 安全
Google Wallet透過將使用者數據儲存在安全伺服器上，並使用行業標準安全套接字層技術加密所有付款信息來保護支付憑證，完整的信用卡和借記卡信息從未顯示在應用程式中，所有Google Wallet使用者還必須擁有PIN碼才能保護對電子錢包帳戶的存取。
在某些情況下，使用者必須驗證他們的身份才能進行某些交易，如果提示，使用者將存取電子錢包網站，並按照步驟確保其身份，這是遵守美國聯邦存款保險公司的財務規定，要求支付提供商確保客戶身份。
如果Google Wallet Card丟失或被盜，使用者可以透過登入立即取消存取，如果使用者懷疑卡片被錯誤放置，Google還提供了額外的靈活性來臨時鎖定卡片，如果發生未經授權的交易，Google Wallet欺詐防護將涵蓋交易後120天內在美國進行的100%經過驗證的未經授權的交易，只有擁有與美國地址相關的電子錢包帳戶的美國居民才有資格根據此政策進行承保。
! 批評
關於早期版本的Google Wallet，安全公司Nowsecure的一項分析顯示，Google Wallet儲存的一些卡信息可在應用程式之外存取，有人建議，黑客可以透過監聽Android操作系统上使用的應用程式的Google分析來竊聽數據，同一家公司以前的分析揭示了一些其他已被固定的漏洞。
PayPal於2011年首次推出Google Wallet之後不久，向Google和兩名PayPal的前僱員Osama Bedier和Stephanie Tilenius提起訴訟，投訴指稱盜用商業秘密和違反信託義務，訴訟顯示，Google正在與PayPal談判兩年，以支持行動裝置上的付款，但就在交易即將簽署時，Google退出，並且聘請了PayPal管理層協商交易，貝迪爾，訴訟指出，貝迪埃知道所有PayPal行動支付的未來計劃，以及內部詳細分析Google在該地區的弱點，不僅如此，它還指責他在非PayPal電腦，非PayPal電子郵件帳戶以及遠端計算服務上的帳戶Dropbox中儲存機密信息。
! 隱私
隱私問題包括儲存有關付款信息，交易細節，付款嘗試和Google無限期儲存的其他信息的數據，Google Payments隱私權聲明表示大部分數據都儲存在Google之外，但在特定情況下除外，可以在註冊時收集的信息包括信用卡或借記卡號碼和到期日期，地址，電話號碼，出生日期，社會安全號碼或納稅人身份證號碼，關於透過Google Wallet進行的交易可能收集的信息包括交易日期，時間和金額，商家的位置和說明，購買商品或服務的描述，使用者與交易相關聯的任何照片，以及寄件人和收件人，使用的付款方式的類型，以及交易原因的描述。
儲存關於使用者交易的這些個人信息對於從數據中獲得大部分收入的公司來說具有重要的財務價值，但是可能會對使用者意識到這些策略產生爭議，收集的信息與Google的分支機構分享，也就是Google擁有和控制的其他公司，可用於其日常業務目的，他們提供了選擇與這些分支機構的某些共享能力的選擇。

### Android Pay（2015年-2018年）
Android Pay用於在行動裝置上為應用內點擊付費購物提供支持，取代了信用卡或借記卡芯片以及銷售點終端處的PIN或磁條交易，使用者可以使用Android手機，平板電腦或手錶進行付款，Android Pay使用近場通信傳輸卡信息，以便將資金轉移至零售商。
Android Pay強調比Google Wallet更方便的是它不需打開應用程式使用，和Apple Pay類似，Android Pay並不把信用卡資料儲存在手機上，也是經過使用者選定特定的信用卡或支付卡連結一組虛擬帳號及密碼，以確保手機遺失時金融資料的安全性，此外，Android Pay也支援手機指紋辨識功能，Google並宣佈信用卡公司合作夥伴，包括MasterCard、Visa、美國運通、Discover，目前支援上千款Android apps可以在全美70幾萬家店面以Android Pay支付，這些接受Android Pay的店家包括麥當勞、Bloomingdale百貨、Best Buy、Walgreens，支援Android Pay程式內購買的業者包括達美樂、Dunkin Donuts、Groupon、OpenTable、Newegg等，在配合的店家中，Android Pay除了可付款，還可用於會員忠誠卡方案或購物優惠，另外，Android Pay也和電子支付業者Braintree、CyberSource、First Data、Stripe及Vantiv強化整合。
在安全性方面，當使用者在用NFC傳送交易資訊時，皆不會將信用卡資料儲存在手機上，以確保交易安全性，另外，也支援指紋辨識功能，此功能相容於三星、摩托羅拉等手機廠商的指紋辨識技術，而對使用者來說，只要安裝KitKat版本以上的機型，而Android Pay已經和多家信用卡公司合作，包含MasterCard、Visa、Amex或Discover信用卡。

### Pay with Google（2017年-2018年）
Pay with Google讓使用者使用Google帳戶作網上購物付款，只要持有YouTube、Chrome、Android Pay、Google Play或Gmail等服務時用到Google帳戶就可使用，除了Android Pay登記好的信用卡之外，在Google帳戶內登記的信用卡亦可用於網上購物用途，以後商戶只要支援Google Payment API，就可接受Google帳戶付款。使用者毋須逐間小商戶登記信用卡，在網上購物時可更安心、更方便，網路零售商戶，可在網站加入一些並不複雜的Google Payment API程式，就可接受Pay with Google付款，使用者在選擇付款方式為Pay with Google，畫面便會顯示出所有在Android Pay與Google帳戶中已登記的信用卡，選擇希望使用的信用卡後，Google更會將你的送貨地址交與商戶，省卻了購物時登記個人資料的手續，快速完成付款，亦有助於未來使用Google Assistant進行語音網上購物。
Google支付服務主管Pali Bhat在接受外國傳媒查詢時指出，支付功能是Google帳戶主要功能之一，我們的目標是使用者能夠跨裝置、跨平台、跨越界面的制限，提供Google帳戶方便支付功能。

### Tez
Tez運行在由印度國家支付公司開發的統一支付界面上，可以用於接受UPI付款的地方。
使用音訊QR碼的技術，不要求使用者共享諸如其他支付應用程式的手機號碼或使用者名稱的任何個人信息，依賴於人耳聽不到的頻率從收款人手持機向商家手持機發送聲音，消除了裝置上對近場通信芯片的需求。

### 新版Google錢包
Google錢包（或簡稱錢包）是Google開發的數字錢包平台。它適用於Android和Wear OS操作系統，並於2022年5月11日在2022年Google I/O主題演講中宣布。它於7月18日開始在Android智能手機上推出，與2020年的Google Pay應用程序共存並取代2018年的應用程序。
2022年1月，彭博新聞社報導稱，該公司計劃將Google Pay轉變為綜合數字錢包，在該應用報告增長緩慢和Plex關閉之後。據報導，4月，Google計劃在新的應用程序或界面中恢復Google錢包，並與Google Pay整合。Google於2022年5月11日在2022年Google I/O主題演講中正式宣布了Google錢包。該應用程序於7月18日開始在Android智能手機上推出，取代了2018年的應用程序，並與美國的2020年Google Pay應用程序共存。雖然應用名稱本身從Google Pay更改為Google錢包，但實際在線或店內支付的服務名稱仍為Google Pay。

## 可用性

### 啟用Google Pay的地區
| 启用Google Pay的地区 Google Pay的全球啟用服務地區（截至2022年3月3日） |                      |                                                          |
| 日期                                                                  | 啟用國家／地區       | 合作的銀行與金融機構                                     |
| 2015年9月11日                                                         | 美国                 | 支援 Google Pay 的卡片、銀行和服務（页面存档备份，存于） |
| 2016年5月18日                                                         | 英国                 | 支援 Google Pay 的卡片、銀行和服務（页面存档备份，存于） |
| 2016年6月27日                                                         | 新加坡               | 支援 Google Pay 的卡片、銀行和服務（页面存档备份，存于） |
| 2016年7月13日                                                         | [ 56 ]               | 支援 Google Pay 的卡片、銀行和服務（页面存档备份，存于） |
| 2016年10月20日                                                        | 香港                 | 支援 Google Pay 的卡片、銀行和服務（页面存档备份，存于） |
| 2016年11月17日                                                        | 波蘭                 | 支援 Google Pay 的卡片、銀行和服務（页面存档备份，存于） |
| 2016年12月1日                                                         | 新西兰               | 支援 Google Pay 的卡片、銀行和服務（页面存档备份，存于） |
| 2016年12月7日                                                         | 爱尔兰               | 支援 Google Pay 的卡片、銀行和服務（页面存档备份，存于） |
| 2016年12月13日                                                        | 日本                 | 支援 Google Pay 的卡片、銀行和服務（页面存档备份，存于） |
| 2017年3月7日                                                          | 比利时               | 支援 Google Pay 的卡片、銀行和服務（页面存档备份，存于） |
| 2017年5月23日                                                         | 俄羅斯（暫停）       | 支援 Google Pay 的卡片、銀行和服務（页面存档备份，存于） |
| 2017年5月31日                                                         | 加拿大               | 支援 Google Pay 的卡片、銀行和服務（页面存档备份，存于） |
| 2017年6月1日                                                          | 臺灣                 | 支援 Google Pay 的卡片、銀行和服務（页面存档备份，存于） |
| 2017年7月26日                                                         | 西班牙               | 支援 Google Pay 的卡片、銀行和服務（页面存档备份，存于） |
| 2017年11月1日                                                         | 乌克兰               | 支援 Google Pay 的卡片、銀行和服務（页面存档备份，存于） |
| 2017年11月14日                                                        | 巴西                 | 支援 Google Pay 的卡片、銀行和服務（页面存档备份，存于） |
| 2017年11月14日                                                        | 捷克                 | 支援 Google Pay 的卡片、銀行和服務（页面存档备份，存于） |
| 2018年2月28日                                                         | 斯洛伐克             | 支援 Google Pay 的卡片、銀行和服務（页面存档备份，存于） |
| 2018年6月26日                                                         | 德国                 | 支援 Google Pay 的卡片、銀行和服務（页面存档备份，存于） |
| 2018年7月31日                                                         | [ 76 ] [ 77 ] [ 78 ] | 支援 Google Pay 的卡片、銀行和服務（页面存档备份，存于） |
| 2018年8月28日                                                         | 印度                 | 支援 Google Pay 的卡片、銀行和服務（页面存档备份，存于） |
| 2018年9月19日                                                         | 義大利               | 支援 Google Pay 的卡片、銀行和服務（页面存档备份，存于） |
| 2018年10月30日                                                        | 丹麦                 | 支援 Google Pay 的卡片、銀行和服務（页面存档备份，存于） |
| 2018年10月30日                                                        | 芬兰                 | 支援 Google Pay 的卡片、銀行和服務（页面存档备份，存于） |
| 2018年10月30日                                                        | 挪威                 | 支援 Google Pay 的卡片、銀行和服務（页面存档备份，存于） |
| 2018年10月30日                                                        | 瑞典                 | 支援 Google Pay 的卡片、銀行和服務（页面存档备份，存于） |
| 2018年11月14日                                                        | 阿联酋               | 支援 Google Pay 的卡片、銀行和服務（页面存档备份，存于） |
| 2018年11月27日                                                        | 智利                 | 支援 Google Pay 的卡片、銀行和服務（页面存档备份，存于） |
| 2018年12月11日                                                        | 法國                 | 支援 Google Pay 的卡片、銀行和服務（页面存档备份，存于） |
| 2019年4月30日                                                         | 瑞士                 | 支援 Google Pay 的卡片、銀行和服務（页面存档备份，存于） |
| 2020年11月17日                                                        | 奥地利               | 支援 Google Pay 的卡片、銀行和服務（页面存档备份，存于） |
| 2020年11月17日                                                        | 保加利亚             | 支援 Google Pay 的卡片、銀行和服務（页面存档备份，存于） |
| 2020年11月17日                                                        | 爱沙尼亚             | 支援 Google Pay 的卡片、銀行和服務（页面存档备份，存于） |
| 2020年11月17日                                                        | 希腊                 | 支援 Google Pay 的卡片、銀行和服務（页面存档备份，存于） |
| 2020年11月17日                                                        | 匈牙利               | 支援 Google Pay 的卡片、銀行和服務（页面存档备份，存于） |
| 2020年11月17日                                                        | 拉脫維亞             | 支援 Google Pay 的卡片、銀行和服務（页面存档备份，存于） |
| 2020年11月17日                                                        | 立陶宛               | 支援 Google Pay 的卡片、銀行和服務（页面存档备份，存于） |
| 2020年11月17日                                                        | 荷蘭                 | 支援 Google Pay 的卡片、銀行和服務（页面存档备份，存于） |
| 2020年11月17日                                                        | 葡萄牙               | 支援 Google Pay 的卡片、銀行和服務（页面存档备份，存于） |
| 2020年11月17日                                                        | 羅馬尼亞             | 支援 Google Pay 的卡片、銀行和服務（页面存档备份，存于） |
| 2020 （計劃）                                                         | 白俄羅斯             | 支援 Google Pay 的卡片、銀行和服務（页面存档备份，存于） |
| 2022年11月15日                                                        | 马来西亚             |                                                          |

塗淺黃色背景的欄位為最初以Android Pay的形式發布。

### 支持的支付網絡
- Visa
- MasterCard
- 美國運通
- 银联
- 發現卡
- 大來卡
- Visa Electron（仅限美国境外）
- JCB（日本与美国）
- 万事顺卡
- PayPal（美國）
- EFTPOS（澳大利亞）
- Interac（加拿大）
- 八達通（香港，目前处于体验版，需要提交申请）[96]
- Elo （巴西）
- myki （墨尔本交通卡）
- PRESTO (大多伦多地区交通卡)[97]
- iPASS一卡通（僅限小米部分機型）

在日本的账户另外支持以下储值卡，但需要设备支持Osaifu-Keitai。
- nanaco（日本電子票證）
- Edy（日本電子票證）
- Suica（日本電子票證）
- Waon（日本電子票證）

## 另見
- 行動支付
- Apple Pay
- Samsung Wallet